# Open di Francia 1999
L'Open di Francia 1999, la 98ª edizione degli Open di Francia di tennis, si è svolto sui campi in terra rossa dello Stade Roland Garros di Parigi, Francia, 
dal 24 maggio al 6 giugno 1999.
Il singolare maschile è stato vinto dallo statunitense Andre Agassi, 
che si è imposto sull'ucraino Andrij Medvedjev in cinque set col punteggio di 1–6, 2–6, 6–4, 6–3, 6–4.
Il singolare femminile è stato vinto dalla tedesca Steffi Graf, che ha battuto in finale in tre set la svizzera Martina Hingis, diventando la prima giocatrice dell'era Open a vincere un titolo del Grande Slam battendo le prime 3 teste di serie del torneo.
Nel doppio maschile si sono imposti Mahesh Bhupathi e Leander Paes.
Nel doppio femminile hanno trionfato Serena Williams e Venus Williams. 
Nel doppio misto la vittoria è andata alla coppia formata da Katarina Srebotnik e Piet Norval.

## Seniors

### Singolare maschile
Andre Agassi ha battuto in finale  Andrij Medvedjev con il punteggio di 1–6, 2–6, 6–4, 6–3, 6–4.

### Singolare femminile
Steffi Graf ha battuto in finale  Martina Hingis con il punteggio di 4–6, 7–5, 6–2.

### Doppio maschile
Mahesh Bhupathi /  Leander Paes hanno battuto in finale  Goran Ivanišević /  Jeff Tarango con il punteggio di 6–2, 7–5.

### Doppio Femminile
Serena Williams /  Venus Williams hanno battuto in finale  Martina Hingis /  Anna Kurnikova con il punteggio di 6–3, 6(2)–7, 8–6.

### Doppio Misto
Katarina Srebotnik /  Piet Norval hanno battuto in finale  Larisa Neiland /  Rick Leach con il punteggio di 6–3, 3–6, 6–3.

## Junior

### Singolare ragazzi
Guillermo Coria ha battuto in finale  David Nalbandian con il punteggio di 6–4, 6–3.

### Singolare ragazze
Lourdes Domínguez ha battuto in finale  Stéphanie Foretz Gacon con il punteggio di 6–4, 6–4.

### Doppio ragazzi
Irakli Labadze /  Lovro Zovko hanno battuto in finale  Kristian Pless /  Olivier Rochus con il punteggio di 6–1, 7–6.

### Doppio ragazze
Flavia Pennetta /  Roberta Vinci hanno battuto in finale  Mia Buric /  Kim Clijsters con il punteggio di 7–5, 5–7, 6–4.